# اندی پریس
اندی پریس (انگلیسی: Andy Preece؛ زادهٔ ۲۷ مارس ۱۹۶۷) بازیکن فوتبال اهل بریتانیا است.
از باشگاه‌هایی که در آن بازی کرده‌است می‌توان به باشگاه فوتبال کریستال پالاس، باشگاه فوتبال استوک‌پورت کانتی، باشگاه فوتبال بری، باشگاه فوتبال بلکپول، باشگاه فوتبال کارلایل یونایتد، باشگاه فوتبال ووستر سیتی، باشگاه فوتبال نورتویچ ویکتوریا، باشگاه فوتبال نورث‌همپتون تاون، و باشگاه فوتبال ورکسام اشاره کرد.